# Артемида-5
«Артеми́да-5» (англ. Artemis 5, официально — Artemis V с римской цифрой в названии) — пятая запланированная миссия и третья посадка с экипажем на Луну в рамках программы NASA Артемида. Миссия запустит четырёх астронавтов на ракете Space Launch System и космическом корабле «Орион» к Южному полюсу Луны. Кроме того, «Артемида-5» доставит два новых элемента на космическую станцию Lunar Gateway. Запуск миссии предварительно запланирован на март 2030 года.

## Обзор миссии
В миссии «Артемида-5» запланирован запуск четырёх астронавтов на окололунную станцию Lunar Gateway. Миссия доставит созданный ЕКА заправочный и коммуникационный модуль ESPRIT, а также роботизированный манипулятор канадского производства. Также будет доставлен Lunar Terrain Vehicle НАСА.
После стыковки со шлюзом два астронавта сядут на пристыкованный посадочный модуль Lunar Exploration Transportation Services и полетят на нём к Южному полюсу Луны с лунным вездеходом на борту. Это будет первая посадка на Луну после Apollo 17, в которой будет использоваться негерметичный луноход.

## Состав

### Ракета-носитель
Space Launch System — сверхтяжёлая ракета-носитель, используемая для запуска космического корабля «Орион» с Земли на окололунную орбиту.

### Космический корабль
Орион — транспортное средство для экипажа, используемое во всех миссиях программы «Артемида». Он доставит экипаж с Земли на орбиту станции Gateway и вернёт его обратно на Землю.

### Станция
Lunar Gateway — это небольшая модульная космическая станция, которая будет установлена на почти прямолинейной гало-орбите (NRHO) в 2028 году. Первые два элемента Gateway будут запущены вместе на борту SpaceX Falcon Heavy в 2028. Модуль среды обитания I-Hab предполагается доставить миссией Артемида-4.

### Посадочный модуль
Посадочный модуль LETS (англ. Lunar Exploration Transportation Services) должен доставить астронавтов с Gateway на поверхность Луны и обратно. Целью программы LETS является разработка одного, а возможно, и нескольких посадочных модулей от разных компаний для предоставления «устойчивых» посадочных услуг. Посадочные модули LETS ещё не выбраны и могут включать или не включать SpaceX Lunar Starship.

### Лунный вездеход
Lunar Terrain Vehicle — открытый луноход, разрабатываемый НАСА, на котором астронавты будут передвигаться по Луне в скафандрах.